# دتلف گونتر
دتلف گونتر (انگلیسی: Dettlef Günther؛ زادهٔ ۲۷ اوت ۱۹۵۴) لژسوار اهل آلمان بود.
وی در مسابقات کشوری و بین‌المللی در مجموع برندهٔ ۳ مدال طلا، ۱ مدال نقره شده‌است.